# Società Sportiva Salernitanaudax
La Società Sportiva Salernitanaudax, indicata talvolta in modo informale come Salernitana fu una società polisportiva di Salerno dedita principalmente al calcio.
Fu fondata nel 1922 in seguito ad una fusione tra la Unione Sportiva Salernitana e la Sport Club Audax Salerno.
La fusione tra i due sodalizi venne decisa per garantire maggiore competitività agonistica ed avere una migliore situazione finanziaria. In seguito alla fusione, venne ricostituito immediatamente lo Sporting Club Audax Salerno da alcuni dirigenti contrari alla fusione, e tale sodalizio ripartì dai tornei amatoriali.

## Storia
Salernitana e Audax Salerno si incontrarono calcisticamente diverse volte, in gare non ufficiali. Anche nel 1922 ad esempio, i due club si sfidarono, ed i risultati furono di 2-2 e 2-0 per la Salernitana priva per l'occasione della sua punta Willy Kargus. Le due società poi si fusero.
Alla fine di dicembre del 1922 infatti la polisportiva della Salernitana, a causa di problemi economici, si unì allo Sport Club Audax diventando Società Sportiva Salernitanaudax, la cui sezione calcio ereditò il campo da gioco in Piazza D'Armi. Il primo presidente del sodalizio fu l'avvocato Settimio Mobilio. La Salernitanaudax partecipò al campionato 1922-1923 di Seconda Divisione. La fusione avvenne non senza polemiche da parte dei dirigenti, fra cui Guasco, presidente dell'Audax. Subito dopo la fusione alcuni dirigenti dell'Audax rifondarono la disciolta società, che ripartì dalle serie inferiori.
La Salernitanaudax disputò anche partite non ufficiali. Tra queste quella vinta sulla Nolana per 4 a 1 grazie alle doppiette di Willy Kargus e Russo. In seguito, fuori casa, venne sconfitta da Stabia e Savoia (rispettivamente per 3-0 e 6-0). Concluso l'anno 1922, quello seguente non cominciò bene, se si considera la sconfitta in amichevole nuovamente per 3-0 contro lo Stabia, il giorno 3 febbraio. Nel frattempo, dal 7 gennaio un nuovo riassetto societario portò all'elezione di Adalgiso Onesti quale nuovo presidente (lo fu già con la Salernitana). A luglio giunse la prima vittoria, contro la Scafatese per 3-1, ma ciò non servì a evitare malumori ai vertici del club, sicché il presidente venne sostituito da Raffaele Schiavone, giornalista. Schiavone però durò pochi mesi: dopo avere organizzato una gara di nuoto (la Salernitanaudax era una polisportiva), il 23 settembre 1923 si dimise per solidarietà verso i colleghi giornalisti, ad alcuni dei quali venne impedito l'accesso al Divisionale di Piazza D'Armi, ossia il campo della squadra di calcio. A causa di ciò, venne rieletto Settimio Mobilio, mentre nel frattempo l'inizio della stagione 1923-24 era ormai alle porte, e la Salernitanaudax si preparò disputando alcune amichevoli, fra cui quella contro la Nocerina, gara che la Salernitanaudax vinse per 2-1.

Una partita col Savoia nel 1923-24

Nel campionato 1923-1924 la Salernitanaudax ebbe di fronte Internaples, Cavese, Bagnolese, Stabia e Savoia, quest'ultima fu la più forte in assoluto in terra campana per quegli anni. Contro il Savoia, in quella stagione, fuori casa perse pesantemente (1-5), ma in casa solo di misura. I salernitani furono sconfitti anche nei sentitissimi derby contro i "cugini" della Cavese. Fu una stagione negativa per i salernitani, che poterono consolarsi per il fatto che Stabia e Bagnolese vennero retrocesse al posto loro, in quanto prive di fondi sufficienti per disputare il successivo massimo torneo.

Salernitanaudax 1924-1925

Nel campionato 1924-25 le cose non andarono meglio della stagione precedente: il club conquistò la Coppa A.G. Nocerina battendo 3-1 il Savoia e 3-2 l'Internaples, ma i risultati poco soddisfacenti in campionato (nuovamente chiuso all'ultimo posto) uniti all'insostenibilità delle spese di gestione, sempre più alte, fecero sì che la società Salernitanaudax dalla stagione successiva rimanesse inattiva. Il calcio salernitano però proseguì le attività: oltre infatti alle sfide locali tra le squadre del campionato ULIC, alcuni calciatori della Salernitanaudax confluirono nel Campania Foot-Ball Club in Seconda Divisione, e dal canto suo il presidente della Salernitanaudax eletto nel corso del 1924-25, Carmine Caiafa fondò la Caiafa, squadra amatoriale con risultati modesti.
Infine, grazie a una fusione tra Campania Foot-Ball Club, Libertas Salerno e Salernitanaudax poté rinascere, nel 1927 la Salernitana.

## Colori e simboli

### Colori
La squadra della sezione calcistica della Salernitanaudax adottò ufficialmente la maglia a strisce celesti e nere per marcare la fusione tra Salernitana (bianco-celeste) e Audax (bianco-nero).
Secondo le fonti dell'epoca e più recenti, in alcune partite la squadra ha giocato con una casacca a strisce verticali rosso-nere. Da alcune fonti, al club viene associata anche una maglia a strisce orizzontali bianche e rosse, nonché la maglia bianco-celeste già della Salernitana.
Segue un esempio di divise che la squadra adottò, stando a quanto sopra descritto.
| Manica sinistra · Manica sinistra · Maglietta · Maglietta · Manica destra · Manica destra · Pantaloncini · Calzettoni · Calzettoni | Manica sinistra · Manica sinistra · Maglietta · Maglietta · Manica destra · Manica destra · Pantaloncini · Calzettoni · Calzettoni | Manica sinistra · Manica sinistra · Maglietta · Maglietta · Manica destra · Manica destra · Pantaloncini · Calzettoni · Calzettoni | Manica sinistra · Manica sinistra · Maglietta · Maglietta · Manica destra · Manica destra · Pantaloncini · Calzettoni |

## Strutture

### Stadio
La Salernitanaudax disputava le gare interne al campo di piazza d'armi a Salerno.

## Allenatori e Presidenti
| Allenatori - 1923-1924 Alfonso Guasco - 1924-1925 Mario Belloni | Presidenti - 1923-1924 Raffaele Schiavone (fino al 23/09/1923) Adalgioso Onesti (dal 23/09/1923 al 1/10/1923) Settimio Mobilio (dall'1/10/1923) - 1924-1925 Carmine Caiafa |

## Statistiche e record

### Statistiche individuali
| Record di presenze - 16 Matteo Apicella (1923-1925) - 16 Willy Kargus (1923-1925) - 15 Gennaro Finizio (1923-1925) - 11 Giuseppe Russo (1923-1925) - 11 Giuseppe Sanfilippo (1923-1925) - 10 Giuseppe Trotta (1923-1924) - 10 Nicola Villani (1923-1924) | Record di reti - 4 Willy Kargus (1923-1925) - 1 Luca Giordano (1923-1925) - 1 Vincenzo Salvi (1923-1924) - 1 Arduino Marchetti (1924-1925) - 1 Giuseppe Barone (1924-1925) - 1 Claudio Nicola (1924-1925) |

## Palmarès
- Coppa A.G. Nocerina: 1 (1924)[3]

## Tifoseria
I sostenitori della Salernitanaudax non risultavano avere un vero e proprio tifo organizzato, eppure mostravano un certo calore nei confronti della loro squadra, se si pensa che sentivano tantissimo la sfida contro "i rivali di sempre" della Cavese, frutto del campanilismo tra le vicine città di Salerno e Cava de' Tirreni, al punto che le fonti indicano un derby in cui i salernitani portarono a spalla una cassa da morto dipinta di blu per prendere in giro i cavesi prima dell'incontro casalingo. Durante la gara i cavesi, subito dopo il gol di Tavella che valse la vittoria per la loro squadra, intonarono cori offensivi verso i salernitani, al punto che anche al portiere della Salernitanaudax, Gennaro Finizio, saltarono i nervi ed aiutò i tifosi salernitani a picchiare i calciatori metelliani.